# Anatoli Tcherepovitch
Anatoli Tchérepovich  né le 30 juillet 1936 à Simferopol, en RSS d'Ukraine (Union soviétique), mort dans un accident de la circulation automobile le 2 août 1970 à Lozove, en Ukraine, est un coureur cycliste soviétique. Il participe aux Jeux olympiques de Melbourne en 1956. En 1963, il prend part au Tour de l'Avenir. Il fut entraîneur de l'équipe d'URSS.

## Biographie

### Portrait avec groupe
Vainqueur de 5 étapes dans la Course de la Paix, dont il apparaît, par son physique athlétique, son aptitude à nourrir des échappées et sa vélocité, comme le coureur prototype, le moscovite Anatoli Tcherepovitch est soldat dans l'Armée rouge. Avec une équipe soviétique dont la mémoire cycliste retient les noms de Viktor Kapitonov, Alexeï Petrov, Youri Melikhov, Gainan Saidschushin, il forme un groupe dont les victoires accompagnent, de 1956 à 1964, une certaine ouverture politique de l'URSS, et les succès scientifiques et techniques dont témoignent la réussite du premier vol spatial habité (1961). Les coureurs soviétiques participent de cette image et leurs succès sont regardés comme autant de victoires du sport socialiste où les athlètes sont aidés, voire salariés par l'État. Coïncidence ? L'équipe d'URSS triomphe pour la première fois au classement individuel de la Course de la Paix en 1961. Derrière le vainqueur Youri Melikhov, le second est soviétique, champion olympique de surcroît, Viktor Kapitonov, le quatrième est soviétique, Anatoli Tcherepovitch. Seul le "petit" coureur allemand de la RDA Bernhard Eckstein, 3e a pu se glisser dans ce quatuor. N'est-il pas champion du monde en titre, et son sens tactique reconnu. La 4e place de Tcherepovitch est la meilleure qu'il ait obtenue entre les trois villes capitales ed l'Est européen. Au cours de cette édition il remporte une étape.

### Portrait individuel
Anatoli Tcherepovitch conquiert en 1955 le titre de Champion de l'URSS. Il est âgé de 19 ans. L'année suivante, il est dans l'équipe soviétique aux Jeux olympiques de Melbourne. Une année encore, 1957, c'est à la Course de la Paix qu'il participe. Dans cette 10e édition, il remporte une étape, et pas n'importe laquelle, celle de Varsovie, la dernière, dans un stade où le coureur paraît tout petit tant est nombreuse la foule. Tcherepovitch est un adepte des cendrées. Au classement final, il est 13e. En 1959, il ne termine que 24e.
En 1962, vainqueur des deux premières étapes il essaie un nouveau maillot, pour lui, celui de "leader", de couleur jaune, ornée de colombes. Il le porte trois jours, mais le perd au soir de la quatrième journée pour le céder au vainqueur d'une étape contre-la-montre, le hollandais Henk Nijdam. Redevenu équipier il contribue, comme l'année précédente au triomphe de l'équipe de l'URSS qui cumule victoire individuelle (Gainan Saidschushin) et victoire collective. En 1963, nouvelle victoire le premier jour. Il ne reste leader de la course qu'un seul jour, puis termine à la 5e place.
Le cyclisme  soviétique commence à s' "exporter" au-delà du rideau de fer. Anatoli Tcherepovitch, 27 ans, fait partie de l'équipe d'URSS qui prend le départ du troisième Tour de l'Avenir. Cette participation est un fait marquant de l'année 1963. Les soviétiques prennent un départ en fanfare. La première étape entre Périgueux et Bordeaux se joue au sprint. Tcherepovitch termine troisième, son coéquipier Melikhov est quatrième, Koulibine et Alexeï Petrov sont 12e et 13e. Le deuxième jour, à Pau, Melikhov remporte l'étape et se pare du Maillot jaune.
Au classement général Koulibine est 3e, Tcherepovitch 8e. Mais les hommes des grandes plaines russes et ukrainiennes, ne sont pas préparés à la haute montagne même si la Course de la Paix offre certains parcours tottueux.
Confrontés aux Pyrénées, c'est la déroute brutale le troisième jour. Viktor Kapitonov, 2e de l'étape de Luchon, Gaïnan Saïdkhoujine, 2e à Saint-Étienne, Melikhov encore, 1er à Lons-le-Saunier et à Troyes, 2e à Paris démontrent leurs qualités. Tcherepovitch termine cette course parmi les 30 premiers classés (67 coureurs terminent l'épreuve). 
Après un dernière saison cycliste en 1964, le coureur devient entraîneur de l'équipe de l'URSS, avec Viktor Kapitonov. Les deux anciens champions, possesseurs d'une riche expérience acquise au cours des longues années de carrières cyclistes internationales renouvellent le cyclisme soviétique. Le 13 août 1970 l'équipe soviétique remporte son premier titre de Champion du monde sur route à Leicester (Grande-Bretagne). Des quatre champions du quatuor formé par Valeri Iardy, Vladimir Sokolov, Valeri Likhatchev et Boris Choukhov, seul ce dernier avait déjà été aligné l'année précédente dans la course au titre. Mais depuis le 2 août les quatre hommes sont privés d'un de leur "coach". Anatoli Tcherepovitch était mort lors d'un accident de la route.
Après ce décès accidentel Viktor Kapitonov, loue les qualités d'éducateur de son camarade et ami, qu'il côtoyait en équipe soviétique depuis 1956 :
- Nous avions entrepris avec Tcherepovitch un travail de prospection afin de renouveler les effectifs, c'est un excellent camarade et un très bon éducateur que nous avons perdu. Je continue donc seul pour le moment[9].

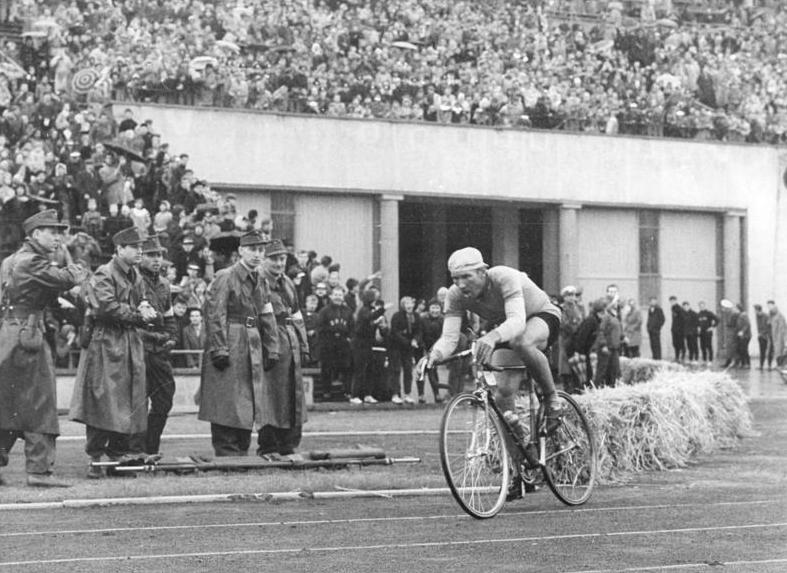
Anatoli Tcherepovitch, élément de base des équipes soviétiques de 1957 à 1964, avec Viktor Kapitonov, fut avec lui à l'origine du renouvellement du Cyclisme soviétique des années 1970. Sur cette photo, le coureur Tcherepovitch est en action, lors d'une arrivée d'étape de la Course de la Paix à Leipzig, en RDA

### Le "mémorial Anatoli Tcherepovitch"
Une course cycliste est organisée, qui porte le nom de l'entraîneur de l'équipe soviétique. Course par étapes, elle a lieu au moins deux fois :
- du 6 au 9 avril 1972 : - 1er Nicolai Sitnik ... 2e Anatoli Onegov. ... 3e Valeri Likhatchev, etc.
- du 12 au 15 avril 1976, à Simferopol, sa ville natale : - 1er Grigori Radtchenko... 2e Alexandre Pliouchkin ... 3e Alexandre Gussiatnikov, etc.

## Palmarès

### Palmarès année par année
- 1955
  -  Champion d'URSS sur route[11]
  - 5e étape du Tour de l'URSS[12]
- 1956
  - 6e du classement par équipes de la course en ligne des Jeux olympiques de Melbourne (avec Nikolaï Kolumbet, Viktor Kapitonov et Viktor Vershinin)
- 1957
  -  Champion d'URSS du contre-la-montre par équipes (avec Viktor Kapitonov, Nikolaï Kolumbet et Evgueni Nemitov)[13]
  - 3e étape du Tour de Sotchi
  - 12e étape de la Course de la Paix
- 1958
  - 3e et 4e étapes du Tour d'Égypte[14]
  - 3e du championnat d'URSS du contre-la-montre par équipes (avec Viktor Kapitonov, Youri Melikhov, Evgeni Klevtzov, Anatoli Tcherepovitch)[15]
- 1961
  - 4ea (contre-la-montre par équipes) et 8e étapes de la Course de la Paix
- 1962
  - 1re, 2e, 11e (contre-la-montre par équipes) étapes de la Course de la Paix
  - 4e du championnat du monde du contre-la-montre par équipes amateurs (avec Viktor Kapitonov, Evgeni Klevtzov et Alexeï Petrov)
- 1963
  -  Victoire du Championnat des 100 kilomètres contre la montre par équipes de la IIIe Spartakiade des peuples de l'Union soviétique (avec Viktor Kapitonov, Youri Melikhov et Anatoli Olizarenko)[16]
  - 1re étape de la Course de la Paix
  - Tour de Sotchi

### Classements divers
Palmarès pour les championnats du monde amateurs et de la course de la Paix d'après l'inventaire des Miroir du cyclisme, des données du site du cyclisme et du site "Friedensfahrt"
- 1955
  - 5e du Tour de l'URSS
- 1956
  - 14e du championnat du monde amateurs sur route
  - 15e de la course en ligne des Jeux olympiques de Melbourne
- 1957
  - 4e du Tour de Sotchi[17]
  - 13e de la Course de la Paix
  - 17e du championnat du monde amateurs sur route
- 1959
  - 24e de la Course de la Paix[18]
- 1961
  - 4e de la Course de la Paix
  - 28e du championnat du monde amateurs sur route
- 1962
  - 10e de la Course de la Paix[19]
  - 27e du championnat du monde amateurs sur route
- 1963
  - 5e de la Course de la Paix[20]
  - 28e du Tour de l'Avenir
- 1964
  - Abandon sur la Course de la Paix

## Distinction
- Maître émérite des sports (cyclisme) de l'Union soviétique